# Albert Balcells
Albert Balcells (Barcelona, 1940) es un historiador español, especializado en la historia contemporánea de Cataluña.

## Biografía
Catedrático de Historia Contemporánea de la Universidad Autónoma de Barcelona y miembro numerario del Instituto de Estudios Catalanes. Entre 1980 y 1987 fue vicedecano del Colegio Oficial de Doctores y Licenciados en Letras y en Ciencias de Cataluña. Especialista en historia social catalana, entre sus libros destacan: El sindicalismo en Barcelona (1965); El problema agrario en Cataluña, la cuestión rabassaire (1968, 1980 y 1983), su tesis doctoral que le valió el premio Nova Terra en 1968; Crisis económica y agitación social en Cataluña de 1930 a 1936 (1971); Trabajo industrial y organización obrera en Cataluña (1974), donde reúne sus estudios sobre la mujer obrera en el primer cuarto de siglo, el socialismo en Cataluña y la escisión treintista de la CNT, centrándose en el movimiento obrero en Sabadell durante el quinquenio republicano. Con Emili Giralt y Josep Termes es autor de Els moviments socials a Catalunya, País Valencià i les Illes. Cronología 1800-1939 (1967, 1978), y con esos mismos historiadores y otros contribuyó a la realización de la Bibliografía dels moviments socials a Catalunya, País Valencià i les Illes (1972).
Balcells dirigió y redactó parte de la obra Història dels Països Catalans (1980). Otros libros suyos son: Historia contemporánea de Cataluña (1983); Les eleccions generals a Catalunya entre 1901 i 1923 (1982), obra escrita con Conxita Mir y Joan B.Culla; Rafael Campalans, socialisme català (1985); Justícia i presons deprés del maig de 1937 a Catalunya. Els intents regularitzadors del conseller Bosch Gimpera (1989); y El nacionalismo catalán (1999).
Dirigió también el libro colectivo Pensament polític català, del segle XVIII a mitjan segle XX (1988). Otros estudios posteriores son: Violencia y terrorismo en la lucha de clases en Barcelona de 1913 a 1923, publicado en el número 42-43 de "Estudios de historia social", y Companys davant la guerra civil i la revolució, dentro del libro colectivo Lluís Companys, trajectòria d´un President (1990).
En 2003 formó parte de la candidatura de Oriol Bohigas a la presidencia del Ateneo de Barcelona.

## Obras
Su obra se compone de unos 50 volúmenes, con 46 entradas en la Biblioteca del Congreso de los Estados Unidos.
- El sindicalisme a Barcelona, 1916-1923 (1965, Premi de la Festa de les Lletres Catalans 1964)
- Els moviments socials a Catalunya, País Valencià i les Illes, cronologia: 1800-1939 (1967, escrito con Emili Giralt i Josep Termes)
- El problema agrari a Catalunya: La qüestió rabassaire (1890-1936) (1969)
- Crisis económica y agitación social en Cataluña de 1930 a 1936 (1971)
- Ideari de Rafael Campalans (1974)
- El arraigo del anarquismo en Cataluña: Selección de textos de 1926-1934 (1974)
- Cataluña contemporánea (dos volums, 1974 i 1977)
- Trabajo industrial y organización obrera en la Cataluña contemporánea, 1900-1936 (1974)
- Marxismo y catalanismo (1977)
- Història dels Països Catalans (1980, escrito con Josep M. Salrach, Eulàlia Duran, Núria Sales i Manuel Ardit)
- Les eleccions generals a Catalunya, 1901-1923 (1982, escrito con Joan B. Culla i Conxita Mir)
- Historia contemporánea de Cataluña (1983)
- Rafael Campalans, socialisme català (1985)
- Justícia i presons, després del maig de 1937 a Catalunya: Intents regularitzadors del conseller Bosch Gimpera (1989)
- Història del nacionalisme català dels orígens al nostre temps (1992)
- L'escoltisme català,1911-1978 (1993, con Genís Samper)
- La història de Catalunya a debat: Els textos d'una polèmica (1994)
- La Mancomunitat de Catalunya i l'autonomia (1996)
- Catalan Nationalism: Past and Present (1996, con prólogo de Geoffrey J. Walker)
- Miquel Coll i Alentorn: Historiografia i democràcia, 1904-1990 (1999)
- Violència social i poder polític (2001)
- Història de l'Institut d'Estudis Catalans (2002, volumen I, y 2007, volumen II, escrito con Enric Pujol i Casademont y Santiago Izquierdo)
- Lluís Companys i la seva època (2002)
- Història de Catalunya, dirigida per Albert Balcells (2004 i 2009, versión castellana de 2006, escrita con Arturo Pérez, Flocel Sabaté y Antoni Simon)
- Llocs de memòria dels catalans (2008)
- El pistolerisme, Barcelona 1917-1923 (2009)
- El projecte d'autonomia de la Mancomunitat de Catalunya del 1919 i el seu context històric (2010)
- Cataluña ante España: Los diálogos entre intelectuales catalanes y castellanos, 1888-1984 (2011).
- Els Estudis Universitaris Catalans, 1903-1985: Per una Universitat catalana (2011)
- L'Institut d'Estudis Catalans: Una síntesi històrica (2012)
- La Universitat de Barcelona i el Parlament de Catalunya durant la Guerra Civil de 1936 (2013)
- Puig i Cadafalch, president de Catalunya, i la seva època (2013)
- Jaume Massó i Torrents i la modernitat,1863-1943: De L'Avenç a l'Institut d'Estudis Catalans (2013).
- La Mancomunitat de Catalunya, 1914-1925: El primer pas vers l'autogovern des de la desfeta de 1714 (2014).
- Vuit feministes catalanes entre 1889 i 1976 (2015)
- La caricatura política a la Catalunya republicana, 1931-1936 (2016)
- Testimonis de la Catalunya contemporània, 1875-1986 (2017)
- Les colònies industrials de la conca del Llobregat: 150 anys d'història (2019, escrito con Rosa Serra)
- Compromís i progrés: La Societat Econòmica Barcelonesa d'Amics del País (2019)
- Les galeries catalanes de ciutadans il·lustres (2021)
- Els catòlics i la laïcitat a Catalunya. Una visió històrica de 1808 a 1979 (2022)
- La projecció exterior de Catalunya al món d'entreguerres (2022)
- Enric Pujol, «Entrevista a Albert Balcells», Revista de Catalunya, núm. 327 (2024), p. 53-63.